# Мэнли-Уорринга Си Иглз
«Мэнли-Уорринга Си Иглз» (англ. Manly-Warringah Sea Eagles — «орланы Мэнли-Уорринга») — австралийская профессиональная команда по регбилиг (регби-13), выступающая в Национальной регбийной лиге. Клуб базируется в районе Северных пляжей Сиднея и проводит домашние матчи на арене «Бруквейл Овал» (вместимость — 23 000). «Орланы» были созданы в 1946 году, и с сезона 1947 года выступали в чемпионате Нового Южного Уэльса, предшественнике НРЛ.
До 1999 года команда непрерывно выступала в высшем дивизионе чемпионата. Затем команда была объединена с клубом «Норт Сидней Беарз», в результате чего была создана новая команда — «Нортерн Иглз». «Нортерн» выступал в лиге в 2000 и 2001 годах, и после этого соглашение было расторгнуто. Освободившееся место в лиге вновь занял клуб «Мэнли-Уорринга», изначально выступавший под новым названием. Впрочем, с 2003 года команда вернулась к историческому бренду.
Впервые команда вышла в финал чемпионата в 1951 году. Первый кубок покорился клубу в 1972 году, затем последовали ещё семь побед. Всего же коллектив сыграл в финале плей-офф 18 раз. Последний на данный момент успех датируется 2011 годом. В течение 63 сезонов команда не получала «деревянную ложку» — символический приз, присуждаемый хужшей команде чемпионата.
Клифф Лайонз провёл за команду 309 матчей на высшем уровне, рекорд по общему числу игр удерживает Стив Мензис (349, в т. ч. 69 — за «Нортерн Иглз»). Грэм Иди набрал за карьеру в клубе 1917 очков, а лучшее достижение сезона принадлежит Мэттью Риджу (257, 1995 год). В течение всех сезонов выступлений за команду Мензис занёс 151 попытку. Он также наиболее результативным нападающим по этому показателю в истории игры.

## Бренд
- Эволюция эмблемы клуба
- 1950—1969
- 1970—1980
- 1998—1999, 2003—…
- Юбилейная эмблема (2006)

При вступлении в лигу клуб выбрал бордовый и белый цвета в качестве основных. Эта палитра была унаследована от команды, которая ранее участвовала в Кубке президента. Та, в свою очередь продолжила традицию команды сёрферского клуба «Фрэшуотер», основанного ещё в 1908 году. Дизайн регбийки повторял распространённый среди других команд вариант: наличие V-образной белой стрелки на фоне основного цвета. Клуб одним из первых утвердил эмблему, на которой в начале пятидесятых изображались две латинские буквы M и W. Позже на знаке появился морской орлан, которого многие болельщики и журналисты путали с чайкой. Дальнейшие изменения дизайна формы происходили нерегулярно. В девяностых годах концепция со стрелкой была радикально изменена. На форме игроков стал использоваться синий цвет.
Команда известна под прозвищем «орланы» с самого начала выступлений в чемпионате. Нынешний логотип команды с некоторыми отличиями был впервые использован в 1998 году, после войны за телеправа в лиге. Новое изображение орлана, расположенное в центре бордового круга, стало более агрессивным. Использование знака было приостановлено в период взаимодействия с «Норт Сидней Беарз», но позже команда вернулась к данному варианту. В сезоне 2006 года использовался особый логотип, посвящённый шестидесятилетию участия команды в турнире.

## Общественная позиция игроков
В июле 2022 года семь игроков команды отказались выходить на матч против клуба «Сидней Рустерз» в связи с тем, что команда должна была играть в футболках с символикой в поддержку ЛГБТ-движения. Игроки объяснили, что эта символика несовместима с их религиозными и культурными воззрениями на мир.

## Текущий состав
Обновление: 3 февраля 2013 года.
Главный тренер: Джефф Туви.

## Тренеры
- Гарольд Джонстон: 1947
- Рэй Стер: 1947—1948
- Джордж Маллинс: 1949
- Уолли О’Коннелл: 1950—1952, 1966—1967
- Рой Булл: 1953
- Рэй Норман: 1954
- Пэт Девери: 1955—1956
- Кен Артурсон: 1957—1961
- Рон Уилли: 1962, 1970—1974
- Тони Паскинс: 1963
- Рассел Пепперелл: 1964—1965
- Джордж Хантер: 1968—1969
- Фрэнк Стэнтон: 1975—1979
- Аллан Томсон: 1980
- Рэй Ритчи: 1981—1982
- Боб Фултон: 1983—1988, 1993—1999
- Алан Томпсон: 1989
- Грэм Лоу: 1990—1992
- Питер Шарп: 1999, 2003
- Дес Хаслер: 2004—2011
- Джефф Туви: 2012-…

## Достижения
- Национальная регбийная лига:

Чемпион: 1972, 1973, 1976, 1978, 1987, 1996, 2008, 2011 (8)
Вице-чемпион: 1951, 1957, 1959, 1968, 1970, 1982–83, 1995, 1997, 2007 (10)
Регулярный чемпион: 1971, 1972, 1973, 1976, 1983, 1987, 1995, 1996, 1997 (9)
- Клубный чемпионат Нового Южного Уэльса:

1972, 1983, 1987, 1988 (4)
- Предсезонные кубки:

1980 (1)
- Клубный чемпионат мира:

2009 (1)
- Тут Кап:

1982, 1983 (2)
- Турнир по регби-7:

1990, 1994, 1995 (3)
- Кубок Джерси Флегга:

1961, 1974, 1987, 1988 (4)
- Кубок президента:

1946, 1970 (2)
- Первый дивизион:

1954, 1960, 1969, 1973, 1988 (5)
- Второй дивизион:

1952 (1)